# Salimpsio
Salimpsio foi uma filha de Herodes, o Grande, que se casou com seu primo.
Salimpsio era filha de Herodes e Mariane, neta de Hircano. Ela se casou com Fasael, que era filho de Fasael, irmão de Herodes. Herodes e Fasael, os pais, respectivamente, de Salimpsio e Fasael, eram filhos de Antípatro e Cipros.
Sua mãe era Mariane, e ela era filha de Alexandre e Alexandra.[carece de fontes?] Alexandre era filho de Aristóbulo II, e Alexandra filha de Hircano II, Aristóbulo II e Hircano II eram irmãos.
Fasael e Salimpsio tiveram três filhos, Antípatro, Herodes e Alexandre e duas filhas, Alexandra e Cipros.
Cipros, filha de Fasael e Salimpsio, casou-se com Herodes Agripa I, filho de Aristóbulo IV, e teve vários filhos. Alexandra, outra filha do casal, casou-se com Timius de Chipre, mas não teve filhos.